# Список папоротниковидных и плауновидных растений, занесённых в Красную книгу Челябинской области
В списке указаны все папоротниковидные и плауновидные растения, включённые в Красную книгу Челябинской области издания 2005 года. Колонка КЧ указывает статус вида в Красной книге Челябинской области. Все виды в Красной книге Челябинской области поделены на 6 категорий.
Всего в данный список входит 8 видов папоротниковидных и один вид плауновидных.
Согласно постановлению Правительства Челябинской области от 19 декабря 2002 г. № 96, Красная книга должна переиздаваться с актуализированными данными не реже, чем каждые 10 лет.

## Список таксонов
Категории в списке имеют следующие обозначения:
| Красная книга Челябинской области: 0 — Вероятно исчезнувшие таксоны и популяции, известные ранее на территории Челябинской области, нахождение которых в природе не подтверждено. 1 — Находящиеся под угрозой исчезновения таксоны и популяции, численность особей которых уменьшилась до критического уровня. 2 — Таксоны и популяции с неуклонно сокращающейся численностью, которые при дальнейшем воздействии лимитирующих факторов могут в ближайшее время попасть в категорию исчезающих. 3 — Редкие таксоны и популяции, которые имеют низкую численность, распространены на ограниченной территории или спорадически распространены на значительных территориях. 4 — Таксоны и популяции с неопределённым статусом, которые, вероятно, относятся к одной из предыдущих категорий, но достаточных сведений о их состоянии в природе в настоящее время нет. 5 — Восстанавливаемые и восстанавливающиеся таксоны и популяции, численность и распространение которых под воздействием естественных причин или в результате принятых мер начали восстанавливаться; они не подлежат ещё промысловому использованию, и за их состоянием в природной среде необходим постоянный контроль. |

В нижеприведённом списке порядок расположения таксонов соответствует таковому в Красной книге Челябинской области.
| Иллюстрация         | Русское название                    | Латинское название                                    | Краткое описание и ареал на территории Челябинской области | КЧ | Ист    |
| ------------------- | ----------------------------------- | ----------------------------------------------------- | --- | -- | ------ |
| Внешнее изображение | Вудсия стройная                     | Woodsia gracilis (Lawson) Butters                     | Короткокорневищное травянистое растение высотой от 3 до 10 см. Вайи дважды перистые, с зеленоватыми черешками. Сорусы расположены у самого края листовой пластники. Споры морщинистые. Обитает на скальных обнажениях и карбонатных породах. В Челябинской области встречается около гг. Кыштыма и Златоуста, в Ильменском заповеднике, Саткинском и Вернеуральском районе. | 2  | [ 4 ]  |
| Внешнее изображение | Пузырник судетский                  | Rhizomatopteris sudetica (A.Br. et Milde) A.Khokhr.   | Длиннокорневищное травянистое растение до 35 см высотой. Корневище ползучее, тонкое. Листья длинночерешковые, одиночные, трижды перисторассеченные. Сорусы открытые, с опадающем по мере созревания покрывальцем. Обитает в сырых тенистых местах, по берегам рек, на известняковых почвах. В Челябинской области встречен на хребте Малый Таганай, окрестностях г.Кыштыма. | 3  | [ 6 ]  |
| Внешнее изображение | Костенец волосистый четырехнаборный | Asplenium trichomanes L. subsp. quadrivalens D.E.Mey. | Подвид Костенца волосистого. Короткокорневищное травянистое растение. Вайи длинные, кожистые, скученные у верхушки черенка. Встречается в расщелинах известковых скал. В области встречен в окрестностях гг. Аша и Сим, в Ильменском заповеднике. | 2  | [ 8 ]  |
|                     | Костенец зеленый                    | Asplenium viride Huds., 1762                          | Многолетнее травянистое короткокорневищное растение до 15 см высотой. Вайи многочисленные, перистые, длиной 10-15 см. Листовая пластинка длиной 3-12 см, в два раза длиннее черешка. Сорусы продолговатые. Споры морщинистые. В Челябинской области встречен около берегов реки Сим, в окрестностях гг. Аши и Сим, на хребтах Большой Таганай и Уреньга. | 2  | [ 10 ] |
|                     | Гроздовник ланцетовидный            | Botrychium lanceolatum (S.G.Gmel.) Angstr.            | Короткокорневищное травянистое растение до 20 см высотой. Вайи одиночные, прямостоячие. Вегетативная пластинка вайи - треугольно-яйцевидная либо просто треугольная. Пластинка спороносной части вайи - метелкообразная, вместе с черешком не превышающая вегетативной части. Спорангии - шаровидные, сидячие. Произрастает на суходолах, лесных полянах и опушках. В Челябинской области отмечено лишь одно местонахождение - около реки Карагайка. | 1  | [ 12 ] |
|                     | Гроздовник многараздельный          | Botrychium multifidum (S.G.Gmel.) Rupr.               | Многолетнее травянистое короткорневищное растение высотой 8-32 см. Вайи одиночные, прямостоячие, разделены на спороносную и вегетативные части. Пластинки вегетативной части широкотреугольные, мясистые, дважды-трижды перистораздельные, длиной 2-3 см. Спороносная часть длиной 5-15 см, дважды или трижды перистораздельная, метельчатая. Споры шаровидно-тетраэдрические.. Обитает на полянах, около болот. В Челябинской области встречен в окрестностях гг. Кыштыма, Златоуста, в Ильменском заповеднике, на хребте Зюраткуль, по берегам р. Карагайка. | 3  | [ 14 ] |
|                     | Гроздовник виргинский               | Botrychium virginianum L. Sw., 1802                   | Вегетативная часть листа широкотреугольная или пятиугольно-сердцевидная или же дельтовидно-сердцевидная, трижды перисто-раздельная, тёмно-зелёного цвета. Сегменты первого порядка — нижние в очертании треугольно-овальные, верхние — продолговатые или яйцевидно-ланцетные. Сегменты второго порядка — узко-ланцетные, перисто-раздельные, с небольшими продолговатыми остро-неравнозубчатыми заострёнными долями третьего порядка. Черешок листа длиной 5—25 см, покрыт редкими длинными волосками:100. Спорангии свободные, расположены двурядно в спороносных колосках. Споры буровато-жёлтые. В Челябинской области найден в у оз. Боровушка, в окрестностях гор Вятской и а Теплой. | 2  | [ 16 ] |
|                     | Ужовник обыкновенный                | Ophioglossum vulgatum L.                              | Короткокорневищный травянистый папоротник высотой 5-30 см. Единственный лист растения разделён на две части - стерильную и спороносную. Стерильная пластинка листа мясистая, овальная либо овально-прологоватая. Спорносная часть состоит из ножки и спороносного колоска, на котором расположено два ряда шаровидных спорангиев. Обитает на низкотравных влажных лугах, лесных полянах и опушках, на болотах. В Челябинской области обитает в Аргаяшском районе. | 1  | [ 18 ] |

| Иллюстрация | Русское название | Латинское название   | Краткое описание и ареал на территории Челябинской области | КЧ | Ист    |
| ----------- | ---------------- | -------------------- | --- | -- | ------ |
|             | Полушник озёрный | Isoetes lacustris L. | Водный укореняющийся розеточный травянистый многолетник. Произрастает зарослями или группами на песчаном или песчано-илистом грунте по дну олиготрофных озёр на глубине до 4 метров и более. Размножается спорами, отмечена апоспория. Весьма требователен к чистоте воды. В Челябинской области встречается по берегам рек и озёр. На территории Челябинской области обитает на берегах озёр Тургояк и Кундрава. Занесён в Красную книгу России со статусом «Уязвимый вид». | 1  | [ 20 ] |